# Дробышев, Артём Сергеевич
Артём Сергеевич Дробышев (род. 14 сентября 1980, Краснокаменск, Читинская область) — российский футболист.

## Карьера
Начинал играть в дубле барнаульского «Динамо». В 23 года возобновил свою карьеру в клубе Первого дивизиона «Локомотив» (Чита). После отказа команды от выступлений в подэлитном дивизионе оставался в ней. Также на профессиональном уровне защищал цвета кемеровского «Кузбасса».
В 2016 году, завершив свою карьеру в России, некоторое время продолжал выступать в элите чемпионата Монголии.

## Достижения
- Обладатель Кубка Монголии (1): 2017.
- Серебряный призер чемпионата Монголии (1): 2017.
- Серебряный призёр Второго дивизиона в зоне «Восток» (2): 2012/13, 2013/14.
- Бронзовый призёр Второго дивизиона в зоне «Восток» (3): 2007, 2010, 2011/12, 2015/16.